# Bruno Pulga
Bruno Pulga (né à Bologne le 14 juillet 1922 et mort dans la même ville le 24 janvier 1993) est un peintre italien non figuratif.

## Biographie
Bruno Pulga naît à Bologne le 14 juillet 1922. De 1943 à 1949, après avoir obtenu la licence du lycée artistique de Bologne, il poursuit ses études à la faculté d'architecture de Venise et de Florence. Il fréquente également l'Académie des beaux-arts de Bologne où ses professeurs sont Giorgio Morandi et Virgilio Guidi. En 1950 il effectue un premier voyage à Paris.
En 1954 Bruno Pulga participe à une première exposition de groupe à Turin (galerie La Bussola), présente l'année suivante sa première exposition personnelle à Bologne puis collabore avec la galerie Il Milione de Milan. Après un séjour de six mois à Londres, il y expose en 1958, ainsi qu'à Munich, puis travaille à Berlin et s'installe à Paris en 1961. Il s'y lie rapidement avec les peintres Mušič, Gischia, Hartung, Pignon, Anna-Eva Bergman, Ida Barbarigo, avec qui il expose en 1962 à Cortina d'Ampezzo, en 1964 en Allemagne (Musées de Wolsburg et de Nuremberg). Il reçoit en 1963 un prix à la Biennale de la gravure de Venise.
À partir de 1965, Pulga expose régulièrement en Italie, à Bergame (galerie Lorenzelli), Turin, Milan, Bologne, Venise et à Paris (galerie Facchetti, Salon de Mai, galerie Martin Malburet, galerie Ariel). Cette même année, il participe à la galerie Garibaldi de Marseille à une exposition collective où il figure comme benjamin aux côtés d'une dizaine artistes parmi lesquels Fautrier, Matisse et Picasso. Il expose à plusieurs reprises au Salon de Mai à Paris. En 1971, il est invité à la Biennale de São-Paulo au Brésil. En 1972, il bénéficie d'une première rétrospective personnelle avec la présentation de 80 de ses œuvres au Musée d'Art moderne de Paris suivie d'une rétrospective en 1975 à la Fondation Querini Stampalia de Venise. Au début des années 1980, il expose aussi à Copenhague et à Stockholm.
De son vivant, ses dernières expositions ont lieu à la Galerie 2016 de Neuchâtel en 1988, aux Galerie Ruf de Monaco et Andy Jillien de Zurich en 1989, à la galerie Contini de Venise en 1991 et à l'Accademia Cattani de Bologne en 1992. Il décède le 24 janvier 1993.
Une rétrospective est organisée par la Fondazione del Monte, à Bologne, en 2009.

## L'œuvre
La peinture de Bruno Pulga est marquée, jusqu'en 1960, par la présence des paysages des Apennins. Il se détache néanmoins rapidement de tout réalisme pour évoluer vers une forme de paysagisme abstrait. Dans la première moitié des années 1960, après son installation à Paris, il peint surtout, de façon très gestuelle, des évocations minimalistes et souvent frontales (Paysages, Falaises, Iles, Plaines, Cascades) dont certaines ont pu être inspirées de  visites à Etretat.
À partir de la vision, dans une salle d'opération, d'un enfant qui venait d'être trépané et qui était mort, un autre thème était néanmoins apparu dès 1955 dans la longue série de ses Têtes, l'image transposée du visage humain traitée d'une manière proche de l'informel. Ce thème des Têtes réapparait à partir de 1966-1967 parfois imbriqué à celui des paysages dans une « haute pâte » chargée de matière picturale. Pulga travaille alors au couteau, écrasant les couleurs. Il imagine, note le poète Jean Lescure, « le paysage humain de la mort, le paysage du visage humain, comme une sorte d'amoncellement de rochers. (…) La tête d'enfant (…) s'enfonce dans un univers de pierre » (p. 50-51).
Enfin, à partir de la seconde partie des années 1970 et dans les années 1980, la peinture de Bruno Pulga se détache de la figure pour se développer dans de larges champs colorés d'une forte puissance immersive, nettement inspirés par l'univers végétal, d'abord animés par les textures d'un graphisme nerveux (Entrelacs) puis plus apaisés mais désormais irradiés de lumière (Strates de la mémoire, Luce-Natura, Explosions).

## Illustration
- Jean Lescure, Il trionfo della morte, avec 4 eaux-fortes de Bruno Pulga, Bergame, Lorenzelli, 1969.

## Musées
Allemagne
- Nuremberg, Kunsthalle
- Munich, Beyerische Staatsgemäldesammlungen

France
- Paris, Collections nationales, Paris

Italie
- Ancône, musée d’art moderne
- Bologne, musée d’art moderne
- La Spezia, musée d’art moderne
- Milan, musée d’art moderne
- Spolète, musée d’art moderne

Suisse
- Zürich, Migros Museum für Gegenwartskunst